# Messingfabrik Reichraming
Die Messingfabrik Reichraming in Reichraming war ein Paradebeispiel der österreichischen Wirtschaftsgeschichte. Sie gehörte zu den ältesten Unternehmen der metallverarbeitenden Industrie in den habsburgischen Erblanden und bestand von 1569 bis 1928.

## Geschichte
Die Fabrik wurde als Messing-Hüttwerk durch Werner Manstein und Hans Hirsch im oberösterreichischen Ennstal gegründet. Die Entwicklung des Hüttwerks im 16. und 17. Jahrhundert wurde durch mehrere Familien von Eisenhandelsherren, den sogenannten „Schwarzen Grafen“, geprägt. Ab 1741/43 übernahm das Stift Seitenstetten das Unternehmen und führte es bis zur Mitte des 19. Jahrhunderts.
Ab 1842 übernahm der Direktor der Donaudampfschifffahrtsgesellschaft und Wiener Unternehmer Karl Ferdinand Klein den Betrieb und führte ihn mit seinen Söhnen Carl und Wilhelm zu einer Fabrik mittlerer Größe mit über hundert Arbeitern und Angestellten.
In der letzten Phase von 1896 bis 1928 befand sich die Messingfabrik Reichraming im Besitz von Anton und Ludwig Sommer, zwei Brüdern einer jüdischen Hopfenhändler-Familie aus Böhmen.
Die Arbeiterschaft blieb bis ins späte 19. und beginnende 20. Jahrhundert eher gesichtslos, erst dann trat sie mit Vereinen und den Streiks von 1908 und 1911 ins Rampenlicht. Der Verlust der Absatzmärkte nach dem Ersten Weltkrieg war zusammen mit weiteren Faktoren, wie dem Ende des Messing-Kartells, der Überalterung der Arbeiter, fehlenden Innovationen usw., der Grund für das Ende der Fabrik am 5. Mai 1928. 

## Besitzerliste
Das Messinghüttwerk bzw. die Messingfabrik Reichraming
Jahr                  Besitzer bzw. Eigentümer
1569 – 1593 Wernhard/Bernhard/Werner Manstein
1593 – 1615 Leonhard Manstein
1615 – 1623 Hans Köberer
1623 – 1628 Eisenkompanie, Werk stillgelegt
1628 – 1651 Hans Egger von Marbach
1651 – 1656 Mathias/Matthäus Riß von Risenfels
1656 – 1704 Franz Matthäus Freiherr von Risenfels
1704 – 1705 Franz Philipp Freiherr von Risenfels
1705 – 1706 Kupfer- und Messingkompanie
1706 –  ? Franz Leopold von Ziernfeld
?    –  ? Neue Kupferkompanie
1730 –  ? Franz Joseph Pold (Kupferkompanie?)
?    – 1741 Kupferkompanie
1741 – 1743 Kupferkompanie, Verwaltung durch Abt Paul de Vitsch
1743 – 1842 Stift Seitenstetten
1842 – 1868 Karl Ferdinand Klein
1868 – 1889 Carl Klein
1889 – 1892 Wilhelm Klein
1892 – 1896 Werk stillgelegt
1896 – 1927 Anton und Ludwig Sommer
1927 – 1928 Anton Sommer, Josef Sommer, Franz Popper